# Курашов, Руслан Владимирович
Русла́н Влади́мирович Курашо́в (род. 19 февраля 1971) — советский киноактёр и танцовщик. 

## Биография
Родился в семье артистов, которые всю жизнь проработали в хоре Пятницкого. В 14 лет сыграл роль Роберта Гранта в художественном телефильме «В поисках капитана Гранта». В дальнейшем выбрал карьеру профессионального танцовщика, обучался в Академии славянской культуры на отделении хореографии. Выступал за ансамбль «Гжель», затем — в ансамбле песни и пляски внутренних войск МВД. Ныне — артист мимического ансамбля Музыкального театра имени К. С. Станиславского и В. И. Немировича-Данченко.

В 2004 году он женился. Супругу зовут Марина. В 2005-м у пары родился сын. В 2013 году стало известно, что у Руслана Курашова болен сын. У сына мальчика были обнаружены проблемы со здоровьем (врачи диагностировали у него поражение центральной нервной системы на фоне синдрома хронической усталости), на лечение требовались деньги. Руслан Курашов из-за финансовых проблем влез в долги, стал жертвой аферистов и чуть не лишился квартиры. Артист рассказывал в эфире телепередачи «Чрезвычайное происшествие»: «Стало не хватать денег, когда болел ребенок. Ещё мама у меня болела, она сейчас умерла. Я строил планы на обеспеченное будущее. Занялся бизнесом. Я пытался организовать бизнес, который не принес мне ничего, кроме дополнительных долгов. Ну и пытался заниматься ремонтом и продажей старых автомобилей». Благодаря тому, что Курашов смог привлечь внимание СМИ к своей проблеме, его делом занялись квалифицированные юристы. Они обнаружили в заключённой Русланом сделке несколько нарушений, например, его жена не была уведомлена о том, что артист решил заложить квартиру.

## Фильмография
- 1985 — В поисках капитана Гранта — Роберт Грант
- 1986 — Певучая Россия — Троша Пятницкий
- 1991 — Исчадье ада — жених
- 1995 — Бульварный роман — эпизод
- 2001 — Под Полярной звездой — Леха